# Северный тип лука
Сложносоставные северные луки — разновидность составных луков, свойственная северным народам.
Следует отметить существенное отличие луков северного типа от сложных луков евразийских степей. Центрально-азиатские луки исследователи подразделяют на типы по наличию и местоположению костяных накладок. По такому же принципу классифицируются луки средневековых племён Западной Сибири и Дальнего Востока. Характерной особенностью луков северного типа является отсутствие костяных накладок. Они снабжены костяными, реже деревянными, концевыми вкладышами, служащими как усилителями, так и своеобразными рычагами, придающими дополнительную рефлексирующую силу плечам лука. Эволюция луков северного типа рассмотрена Ю. Б. Симченко (1935—1995), предложившим свою типологическую их схему, и Е. А. Глинским.
Оружие дистанционного боя северного типа существовало до конца XIX века у эскимосов, коряков, чукчей, ительменов, эвенков, эвенов, юкагиров и якутов. К северо-западу от Якутии этот вид оружия получил распространение у долган, нганасан, ненцев и энцев.